# Gluta curtisii
Gluta curtisii är en sumakväxtart som först beskrevs av Oliver, och fick sitt nu gällande namn av Ding Hou. Gluta curtisii ingår i släktet Gluta och familjen sumakväxter. Inga underarter finns listade i Catalogue of Life.